# La hija de Juan Simón
La hija de Juan Simón es una obra teatral estrenada en Madrid en 1930, a partir de la cual se han hecho dos películas musicales en 1935 y 1957; también es el título de la canción principal de estas obras.

## Obra de teatro (1930)
El 28 de mayo de 1930 se estrena en el teatro La Latina (Madrid) la obra La hija de Juan Simón, de José María Granada y Nemesio M. Sobrevila, un «drama popular en un prólogo y tres actos (dispuestos en ocho cuadros), en verso y prosa, adaptación del guion cinematográfico», con intervención de cuadro flamenco, representada 117 veces por la compañía Manrique Gil, director también de la obra.

Es obligación nuestra advertiros que la obra que va a ser representada es el drama de una vida triste. Este drama quiere ser como la entraña profunda del alma de Andalucía; sin sus brillantes colores, sin su alegre fantasía, sin esa gracia vistosa con que aparentemente, con señorial distinción, cubre su melancolía.
La hija de Juan Simón, prólogo (1930).

## Primera adaptación cinematográfica (1935)
La película La hija de Juan Simón, dirigida por José Luis Sáenz de Heredia, se estrena el 16 de diciembre de 1935 en el cine Rialto (Madrid) y está protagonizada por Angelillo, Pilar Muñoz, Julián Pérez Ávila, Manuel Arbó, así como Carmen Amaya, en su primera aparición cinematográfica. Luis Buñuel es el productor ejecutivo y tiene una pequeña participación como actor.

Debido al éxito de la producción [de la primera película de la recién creada productora Filmófono], Buñuel decide realizar otra adaptación de una pieza teatral de gran éxito. El resultado fue La hija de Juan Simón (1935), catalogada como «melodrama sentimental», una adaptación del drama popular La hija de Juan Simón de Nemesio M. Sobrevila y José María Granada, de 1930. Fue dirigida por el joven José Luis Sáenz de Heredia, y contaba con el atractivo de presentar como protagonista al cantante Angelillo, que procedía de mundo de las variedades y el flamenco. Filmófono intentó lanzar a Angelillo al cine para construir una nueva estrella y hacer la competencia a las películas protagonizadas por Imperio Argentina que trabajaba sobre todo con Cifesa. Los fondos sonoros fueron escritos por Remacha y los cantables para Angelillo fueron obra de Daniel Montorio. Se contó también con la bailaora de flamenco Carmen Amaya en lo que fue su debut en el cine. Si la obra original era un texto teatral desgarrado y melodramático, la película es casi un musical.

En la película hay melodrama (hijos abandonados, bajos fondos, madres solteras, lugares de prostitución, cárcel...) con un argumento propio de un folletín, combinado con números musicales. La película supuso la consagración de Angelillo como ídolo popular. La canción de los reclusos («Soy un pobre presidiario») tuvo tal éxito que en el estreno hubo que rebobinar la cinta y repetirla debido a los aplausos del público. Además de este pasodoble, entre los números musicales destacan una soleá bailada, un fandanguillo, las coplas de Juan Simón, una rumba metateatral en un cabaret, y la canción «Ay Carmela». La película fue un éxito económico para la productora.
Celsa Alonso González, 2010.

## Segunda adaptación cinematográfica (1957)
La segunda versión es de 1957, dirigida por Gonzalo Delgrás, con Antonio Molina en el rol principal.

Dirigida por Gonzalo Delgrás y protagonizada por María Cuadrado y Antonio Molina, La hija de Juan Simón se estrenó en 1957 con un extraordinario éxito de taquilla, al que sin duda contribuyó la participación del popular «cantaor». [...] Todas  estas  producciones  son  paradigmáticas de una serie de textos, enormemente populares en las primeras décadas del pasado siglo que, siguiendo una tradición que se remonta al siglo XIX, giran en torno al tópico de la «mujer caída». [...]
La cinta de Gonzalo Delgrás se inicia con un interesante juego metaficticio en el que se puede ver a un equipo cinematográfico rodando la escena cumbre de La hija de Juan Simón en la que, como señala la popular canción, el sepulturero se dispone a enterrar a su hija. Más allá del sutil ejercicio de desenmascaramiento de la naturaleza artificial del cine, esta escena sirve para recordar al espectador el trágico final  de  la  conocida  historia. El  interés  de  la cinta estará no tanto en lo que se cuenta sino en cómo se cuenta.
Luis M. González, 2021.

## La canción
Las versiones más famosas de la canción «La hija de Juan Simón» son las de los artistas protagonistas de las dos películas, Angelillo en la película de Saénz de Heredia de 1935 pero también la han grabado otros, como Juanito Valderrama, Leonardo Favio o Rosalía.

Manuel Escacena crearía otra supuesta milonga, basada en una canción presuntamente mexicana, «Juan Simón», que sería el modelo de otras [...]. La grabó Manuel Escacena en 1927, editándose al año siguiente con la guitarra de Miguel Borrull hijo. Este segundo tipo de milonga influiría a su vez, a través de Escacena, en la vidalita; o quizá fue la vidalita la que influyó en la milonga [...]. Blas Vega opina que este segundo tipo de milonga vino desde México en 1909 con la cuadrilla del torero Rodolfo Gaona. En realidad, el disco de Escacena viene etiquetado como «Juan Simón», sin más referencia estilística.

Ha sido después que se ha llamado a este cante «milonga», aunque la proximidad con la vidalita es evidente. El primero en grabarla, en España, fue el Niño de Marchena, en 1926, como «Canto mexicano-vidalita del enterrador Juan Simón», repitiendo la grabación al año siguiente, como «Juan Simón» y en 1928 como «Vidalita de Juan Simón». En la década de los 20 también la grabaron Angelillo, como «Juan Simón» y Chaconcito, como «Vidalita de Juan Simón». Es en los años 30 cuando esta vidalita pasaría a ser «Milonga de Juan Simón» de la mano de Angelillo, en 1935, y El Chato de las Ventas («Parodia de Juan Simón-Milonga del enterrador»). Y en esa década, y posteriormente, se grabarían infinidad de milongas plañideras inspiradas en esta tonada de «Juan Simón» y su enorme éxito. La primera de ellas sería acaso la titulada «Milonga-Madre de mi corazón» que grabó Marchena, con Montoya, en 1929, en la línea de lo que antes había grabado como vidalita.

En 1930 se estrena una obra teatral titulada La hija de Juan Simón, de José María Granada y Nemesio M. Sobrevila y en 1935 se filmaría la película, del mismo título, protagoniza por Angelillo. Después la grabarían, con el nombre de «La hija de Juan Simón» Valderrama y Antonio Molina, que hizo, asimismo, un remake de la película. Recientemente la ha grabado, con ese título, Rosalía.
Juan Vergillos, 2021.

La versión de la canción interpretada por Angelillo en la versión cinematográfica de 1935 fue compuesta por Daniel Montorio Fajó (música), Mauricio Torres García y Concepción Camps Molins (letra):

Cuando acabé mi condena,
me vi muy solo y perdido;
ella se murió de pena y yo,
que la causa he sido,
sé que murió siendo buena.

La enterraron por la tarde
a la hija de Juan Simón;
y era Simón en el pueblo
el único enterrador.

El mismo a su propia hija
al cementerio llevó;
y él 
murmurando una oración
y llorando como un niño,
del cementerio salió.

Y como en una mano llevaba la pala
y en el hombro el azadón,
los amigos le preguntan:
— ¿De dónde vienes, Juan Simón?
– Soy enterrador y vengo
de enterrar a mi corazón.

En la División Azul se hacía referencia a esta canción para designar a los grupos de limpieza en los cementerios:

Cuando un grupo de soldados, bien del Pelotón de Castigo, en servicio de Policía cuartelera —limpieza— o en labores de barrenderos con escobas, baleos, palas, picos y azadas, realiza sus trabajos-labores, los chungones de turno exclamaban: «¡Ahí va la Escuadra de Juan Simón!».
Alfredo González Díez, 2008